# Nephrolepis barbata
Nephrolepis barbata là một loài dương xỉ trong họ Nephrolepidaceae. Loài này được Copel. mô tả khoa học đầu tiên năm 1905.
Danh pháp khoa học của loài này chưa được làm sáng tỏ. 